# Jean-Claude Mukanya
Jean-Claude Mukanya (1º maggio 1968) è un ex calciatore congolese (Repubblica Democratica del Congo), di ruolo difensore.

## Carriera

### Nazionale
Ha partecipato alla Coppa d'Africa del 1994 ed a quella del 1996.

## Palmarès

### Club

#### Competizioni nazionali
- Campionato belga di seconda divisione: 1

Lommel: 1991-1992